# Вежонка (Брянская область)
Вежо́нка (Вижонка, Виженка) — деревня в Брасовском районе Брянской области, в составе Глодневского сельского поселения. 
 Расположена в 4 км к северо-востоку от села Глоднево. Население — 28 человек (2010).

## История
Упоминается с первой половины XVII века в составе Глодневского стана Комарицкой волости; входила в приход села Глоднева. До 1778 года в Севском уезде, в 1778—1782 гг. в Луганском уезде, с 1782 по 1928 гг. — в Дмитровском уезде Орловской губернии (с 1861 — в составе Глодневской волости).
В XIX веке — владение Кушелевых-Безбородко.
С 1929 года — в Брасовском районе.
| Годы      | 1858 | 1866 | 1893 | 1923 | 1979 | 1989 | 2002 | 2010 |
| --------- | ---- | ---- | ---- | ---- | ---- | ---- | ---- | ---- |
| Население | 639  | 719  | 883  | 1140 | 247  | 140  | 65   | 28   |